# ريسرفيور دوزيوس (كيبك)
ريسرفيور دوزيوس (بالإنجليزية: Réservoir-Dozois, Quebec)‏ هي منطقة غير منظمة تقع في كندا في La Vallée-de-l'Or. يقدر عدد سكانها بـ 0 نسمة ومساحتها 4,665.70 كم2 .